# Hysteresebremse
Eine Hysteresebremse ist eine Bremse, die auf der Wirkung eines Magneten oder Elektromagneten auf ein sich bewegendes, ferromagnetisches Material basiert. Der Energieverlust entsteht durch die wiederholte Ummagnetisierung des Materials.

## Aufbau und Funktion
Hysteresebremsen verwenden eine an der zu bremsenden Welle angebrachte Scheibe, einen Ring oder eine Glockenform aus einem ferromagnetischen, hartmagnetischen Material (Eisenlegierung), die frei mit Luftspalt zwischen wechselnden Magnetpolen läuft. Das Magnetfeld wird durch Dauermagnete oder eine von Gleichstrom durchflossene Spule aufgebracht und ist dementsprechend fest oder variabel. Es führt zu einem zum Spulenstrom nahezu proportionalen Bremsmoment. Nach dem gleichen Prinzip können Hysteresekupplungen gebaut werden.
Auch mit Dauermagneten erregte Magnetbremsen und -kupplungen können hinsichtlich Drehmoment verstellt werden, indem die  Polringe gegeneinander verstellt werden. Einander gegenüber stehende Pole ergeben das kleinste Moment, wechseln sich jedoch Süd- und Nordpole entlang des Umfanges ab, findet die stärkste Ummagnetisierung statt und das Moment ist am größten.
Im Gegensatz zur Wirbelstrombremse ist die erzeugte Kraft/das erzeugte Moment bei der Hysteresebremse nicht geschwindigkeits- bzw. drehzahlabhängig, d. h. die Hysteresebremse funktioniert gleichmäßig vom Stillstand bis zur konstruktiv möglichen Maximalgeschwindigkeit bzw. -drehzahl.
Die Drehmoment-Erregerstrom-Kurve zeigt einen Hystereseverlauf, das heißt, das Moment ist etwas größer oder kleiner, je nachdem, ob der Erregerstrom vorher ab- oder zugenommen hat.
Bei längerem Stillstand kann sich ein schwaches Rastmoment bilden, welches beim Anfahren überwunden werden muss. Durch die funktionsbedingte Ummagnetisierung im Betrieb verschwindet dieses Rastmoment wieder.
Hysteresebremsen zeichnen sich aufgrund der berührungsfreien Arbeitsweise und der damit verbundenen Verschleißfreiheit durch eine lange Lebensdauer aus, die nur durch die Wellenlager begrenzt ist.